# Айвазян Петрос Карапетович
Петрос Карапетович Айваз́ян (вірм. Պետրոս Այվազյան; нар. 31 грудня 1922 Гянджа) — радянський вчений в галузі селекції і агротехніки винограду. Доктор біологічних наук з 1960 року, професор з 1961 року.

## Біографія
Народився 31 грудня 1922 року у місті Гянджі Азербайджанської РСР. Член ВКП(б) з 1942 року. Брав участь у Другій світовій війні. 1950 року закінчив Вірменський сільськогосподарський інститут. У 1950-1964 роках на науково-дослідних і керівній роботі, зокрема у 1952-1962 роках був научним керівником в Таїровському інституті досліджень садівництва в УРСР. З 1964 по 1994 рік завідувач кафедрою виноградарства Вірменського сільськогосподарського інституту.

## Наукова діяльність
Створив великий гібридний фонд сіянців, отриманих від схрещування кращих сортів світової селекції; вивів 37 нових сортів винограду; розробив методи: прискорення селекційного процесу, виховання сіянців в умовах рясного харчування, підвищення аффінітету при щепленні, прискореного формування кущів, диференційованої сортової обрізки кущів винограду і ліквідації поріженості виноградних насаджень. Автор понад 240 наукових праць, власник 30 авторських свідоцтв на винаходи. Серед робіт:
- Селекція виноградної лози. — Київ, 1960 (у співавторстві).(рос.);
- Виноградарство. — Єреван, 1975.(вірм.);
- Допомога виноградарю. — Єреван, 1983 (у співавторстві).(вірм.).

## Відзнаки
- Заслужений діяч науки Вірменської РСР (з 1980 року);
- Нагороджений орденом Червоного Прапора, орденом Вітчизняної війни І ступеня, двома орденоми Трудового Червоного Прапора, орденом Червоної Зірки, медаллю Ананії Ширакаці, мав 19 бойових медалей[4].